# Chiara Appendino

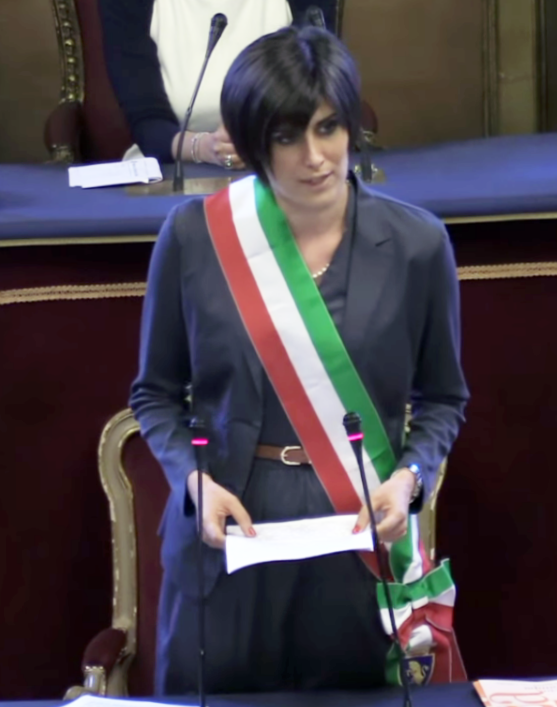
Chiara Appendino (2016)

Chiara Appendino (* 12. Juni 1984 in Moncalieri) ist eine italienische Politikerin (M5S) und war von 2016 bis 2021 Bürgermeisterin von Turin.

## Ausbildung und Beruf
Appendino ist die Tochter eines Managers und einer Englischlehrerin. Sie besuchte das Liceo classico Vincenzo Gioberti in Turin. Im Rahmen des Erasmus-Programms besuchte sie für einige Monate in Deutschland die gymnasiale Oberstufe eines katholischen Gymnasiums in Nordrhein-Westfalen und spricht fließend Deutsch.
An der Università Commerciale Luigi Bocconi in Mailand absolvierte Appendino ein Studium der Wirtschaftswissenschaften. Von September 2007 bis Ende 2010 war sie für den Fußballverein Juventus Turin tätig und arbeitete anschließend im Unternehmen ihres Ehemanns. Seit Oktober 2020 ist Appendino Vizepräsidentin der Federazione Italiana Tennis.

## Politik
Appendino interessierte sich zunächst für die 2009 gegründete Partei Sinistra Ecologia Libertà. Nach der Gründung der Fünf-Sterne-Bewegung 2010 wurde sie dort Mitglied. Bei den Wahlen in Turin im Mai 2011 wurde sie für M5S zur Stadträtin gewählt.
Am 8. November 2015 gab sie ihre Kandidatur für das Bürgermeisteramt von Turin bekannt. Im ersten Wahlgang erhielt sie 30,92 Prozent der abgegebenen Stimmen und gewann im zweiten Wahlgang mit 54,56 Prozent die Stichwahl gegen Piero Fassino (PD), der seit 2011 Bürgermeister von Turin gewesen war. Zur Wahl 2021 trat sie nicht erneut an. Ihr Nachfolger wurde Stefano Lo Russo (PD).

## Privatleben
Appendino ist seit 2010 mit einem Turiner Unternehmer verheiratet und hat zwei Kinder (* 2016, * 2021).